# Термез (аэропорт)
Аэропорт «Термез» (узб. Termiz Xalqaro Aeroporti) — международный аэропорт города Термез в Сурхандарьинской области Республики Узбекистан.
В аэропорту имеется одна взлётно-посадочная полоса номер 07/25 размером 3000х60 м с цементобетонным покрытием, а так же 12 стоянок для ВС. После генеральной реконструкции аэропорт сертифицирован по 1-й категории ИКАО и принимает все типы самолетов: Ил-62, Ил-86, Ту-154, Airbus A310, Airbus А320, Boeing 737, Boeing 757, Boeing 767 и классом ниже.
Пропускная способность аэровокзала – 100 пассажиров в час с учетом 2-х выходов на посадку. Внедрена технология продажи электронных билетов и регистрации пассажиров с помощью глобальной системы SDCS. Также имеется 1 стойка для регистрации.

## История
Аэропорт «Термез» начал свою деятельность с 25 мая 1941 года, вначале на окраине города Термеза, в районе именуемым в то время «Северные ворота», а в 1946 году для него предоставили место на территории Термезского района, в степной зоне.
До 1970 года авиапарк состоял из самолетов марки Ан-24, Як-12, которых использовали для перевозки пассажиров и распыления химических удобрений на полях. Последующее десятилетие характеризовалось интенсивным внедрением авиации в сельское хозяйство и медицину. На новый уровень развития вышла служба санитарной авиации, с помощью которой были спасены тысячи людей из отдаленных горных и степных местностей, куда можно было долететь только самолетами. Была также оказана большая помощь народу Ирана и Афганистана.
В 1970-1980 годы авиация Узбекистана бурно развивалась, открывались всё новые маршруты, количество пассажиров возрастало, поступили новые самолеты Як-40, Ан-24, Ил-14 и сельскохозяйственные Ан-2. В октябре 1979 года был сдан в эксплуатацию новый аэровокзал, оборудованный средствами навигации и связи. Открыты маршруты в города Самарканд, Фергана, Андижан, Наманган, Алма-Ата, Бишкек, Минводы, Баку, Ашхабад.
В мае 1990 года была сдана в эксплуатацию бетонная ВПП, рулёжные дорожки и перрон. По маршруту Термез —- Москва стали летать самолеты Ту-154. С июня того же года аэропорт «Термез» стал принимать грузовые воздушные суда Ил-76.

## Пункты назначения
| Авиакомпания       | Пункт назначения                           |
| ------------------ | ------------------------------------------ |
| Uzbekistan Airways | Ташкент (Южный), Санкт-Петербург (Пулково) |
| Silk Avia          | Ташкент (Южный)                            |

С 1 октября 2019 года вводится режим «открытое небо» в ряде международных аэропортов Узбекистана, что позволит без ограничений принимать международные чартерные рейсы. Три аэропорта страны – Карши, Термез, Нукус – открываются полностью.